# Jan Tříska
Jan Tříska (Prága, 1936. november 4. – Prága, 2017. szeptember 25.) cseh színész.

## Filmjei

### Mozifilmek
- Váhavý střelec (1957)
- Pět z milionu (1959)
- A kör (Kruh) (1959)
- Ještě včera to znamenalo smrt (1960, rövidfilm)
- Az első csapat (První parta) (1960)
- U nás v Mechově (1960)
- Orvos válaszúton (Všude žijí lidé) (1960)
- Policejní hodina (1961)
- Srpnová neděle (1961)
- A hamis alibi (Kde alibi nestačí) (1961)
- Fáklyák (Pochodně) (1962)
- Darázsfészek (Kohout plaší smrt) (1962)
- Ketten a túlvilágról (Dva z onoho světa) (1962)
- Tarzanova smrt (1963)
- Zlaté kapradí (1963, hang)
- Mezi námi zlodeji (1964)
- Zacít znova (1964, hang)
- Komédia a kilinccsel (Komedie s Klikou) (1964)
- Úkryt cerného Billa (1964, rövidfilm, hang)
- A keserűség csillaga (Hvězda zvaná Pelyněk) (1965)
- Das Haus in der Karpfengasse (1965)
- Fő a bizalom (Strasná zena) (1965, hang)
- Pět miliónů svědků (1965)
- Lidé z maringotek (1966)
- Martin a červené sklíčko (1967)
- Hra bez pravidel (1967)
- Čtyři v kruhu (1968)
- Kulhavý dábel (1968, hang)
- Az üstökösön (Na komete) (1970, hang)
- Radúz a Mahulena (1970)
- Lucie a zázraky (1970)
- The Voyage of Sinbad (1971, rövidfilm, hang)
- Remek fickók (Dosť dobrí chlapi) (1972)
- The Second Voyage of Sinbad (1972, rövidfilm, hang)
- Slečna Golem (1972)
- Horolezci (1973)
- The Third Voyage of Sinbad (1973, rövidfilm, hang)
- The Fourth Voyage of Sinbad (1973, rövidfilm, hang)
- The Fifth Voyage of Sinbad (1973, rövidfilm, hang)
- Hogyan kell egy szamarat etetni? (Wie füttert man einen Esel) (1974)
- Az ezeregyéjszaka meséi (Pohádky tisíce a jedné noci) (1974, hang)
- The Sixth Voyage of Sinbad (1974, rövidfilm, hang)
- The Seventh Voyage of Sinbad (1974, rövidfilm, hang)
- Život na úteku (1975)
- Tetované časom (1976)
- Magány az erdőszélen (Na samotě u lesa) (1976)
- Desat' percent nádeje (1976)
- Do posledného dychu (1976)
- Der Mädchenkrieg (1977)
- A friss széna bódító illata (Ein irrer Duft von frischem Heu) (1977)
- Talíře nad Velkým Malíkovem (1977)
- Ragtime (1981)
- Vörösök (Reds) (1981)
- The Amateur (1981)
- Az Osterman-hétvége (The Osterman Weekend) (1983)
- Különleges küldetés (Uncommon Valor) (1983)
- Maradok hűtlen híve (Unfaithfully Yours) (1984)
- Nothing Lasts Forever (1984)
- 2010 – A kapcsolat éve (2010) (1984)
- Fekete sas (Black Eagle) (1988)
- Karate kölyök 3. (The Karate Kid Part III) (1989)
- Csőre töltve (Loose Cannons) (1990)
- Általános iskola (Obecná škola) (1991)
- 2 és 1/2 kém (Undercover Blues) (1993)
- Řád (1994)
- Larry Flynt, a provokátor (The People vs. Larry Flynt) (1996)
- Az eminens (Apt Pupil) (1998)
- Ronin (1998)
- Felebarátod asszonya (Loving Jezebel) (1999)
- Az Omega kód (The Omega Code) (1999)
- Sátáni játszma (Lost Souls) (2000)
- Cahoots (2001)
- Egy férfi titkos órákra (The Man from Elysian Fields) (2001)
- Bůh ví (2002, rövidfilm)
- A sátán éve (Rok ďábla) (2002)
- Stella (2003)
- Trosečníci (2003)
- Želary (2003)
- Jedna ruka netleská (2003)
- Sebbel – lobbal (Horem pádem) (2004)
- Holdkór (Šílení) (2005)
- Máj (2008)
- Hranaři (2011)
- Bastardi 3 (2012)
- Po strništi bos (2017)

### Tv-filmek
- Domácí víno (1963)
- Kacafírek (1966)
- Raport (1968)
- Popelka (1969)
- Hádavá pohádka (1969)
- Vylozene rodinná historie (1969)
- Drobínek (1970)
- Rapport (1970)
- Ruze a prsten (1971)
- Královská ozvena (1972)
- Sen noci svatojánské (1973)
- Poslední dopis (1973)
- Az aranyhaj (Zlatovláska) (1973)
- O sevci Matejovi (1973)
- Klec (1973)
- Královský gambit (1974)
- The Return of the Man from U.N.C.L.E.: The Fifteen Years Later Affair (1983)
- The Fantastic World of D.C. Collins (1984) (TV Movie)
- Evergreen (1985)
- Malice in Wonderland (1985)
- Alamo: 13 nap a dicsőségig (The Alamo: Thirteen Days to Glory) (1987)
- A sötétség mélyén (Heart of Darkness) (1993)
- World War II: When Lions Roared (1994)
- A kisfiamat nem adom (Because Mommy Works) (1994)
- Az első szerelem (My Antonia) (1995)
- Drawn from Memory (1995, hang)
- Andersonville (1996)
- Deadly Web (1996)
- Setkání v Praze, s vrazdou (2009)
- Odcházení (2010)
- Piknik (2014)

### Tv-sorozatok
- Klapzubova jedenáctka (1968)
- Záhada hlavolamu (1969, kilenc epizódban)
- F. L. Věk (1971, hat epizódban)
- CBS Children's Film Festival (1973, egy epizódban)
- 30 případů majora Zemana (1976, egy epizódban)
- Falcon Crest (1982, egy epizódban)
- Fantasy Island (1983, egy epizódban)
- Airwolf (1985, egy epizódban)
- Hotel (1985, egy epizódban)
- Crime Story (1987, egy epizódban)
- Quantum Leap – Az időutazó (Quantum Leap) (1990, egy epizódban)
- Hunter (1990, két epizódban)
- Hegylakó (Highlander) (1997, egy epizódban)
- Hegylakó – A holló (Highlander: The Raven) (1999, egy epizódban)
- Secret Agent Man (2000, egy epizódban)
- Zero Hour (2013, egy epizódban)
- Stopy zivota (2014, egy epizódban)
- Drazí sousedé (2016, egy epizódban)

## További információ
- Jan Tříska a PORT.hu-n (magyarul)
- Jan Tříska az Internetes Szinkronadatbázisban (magyarul)
- Jan Tříska az Internet Movie Database-ben (angolul)
- Jan Tříska a Rotten Tomatoeson (angolul)